# Distichodus lusosso
Distichodus lusosso är en fiskart som beskrevs av Schilthuis, 1891. Distichodus lusosso ingår i släktet Distichodus och familjen Distichodontidae. IUCN kategoriserar arten globalt som livskraftig. Inga underarter finns listade i Catalogue of Life.